# Алущински район
Алущински район (на украински: Алуштинська міськрада) се намира в южната част на Крим. Административен център е град Алуща.
Има площ 600 кв. км и население 52 215 души (2001).